# Cory Spinks
Cory Calvin, meglio conosciuto come Cory Spinks (St. Louis, 20 febbraio 1978), è un pugile statunitense.
Fa parte di una nota famiglia di pugili: è il figlio di Leon Spinks, ex campione del mondo dei pesi massimi. Cory è nato cinque giorni dopo che suo padre sconfisse Muhammad Ali per la corona mondiale dei massimi nel 1978. È il nipote di Michael Spinks, considerato uno dei più grandi mediomassimi della storia e primo mediomassimo ad avere conquistato un titolo dei pesi massimi. Sia Leon che Michael sono stati medaglia d'oro alle Olimpiadi del 1976 a Montréal. Cory è tra l'altro uno dei tre figli di Leon Spinks ad aver seguito le orme del genitore: suo fratello più vecchio, Leon Calvin, era un promettente pugile dilettante e la sua carriera da pro (2-0) si concluse tragicamente dopo il suo assassinio nel 1990; l'altro fratello, Darrell Spinks è un ex pugile professionista ritiratosi con un record di 15-4.

## Analisi di Cory Spinks
Cory Spinks, soprannominato "The Next Generation", come professionista ha portato a termine 42 incontri perdendone solo cinque (dei 37 vinti 11 sono stati portati a termine per knockout). Non è un pugile molto spettacolare, tutt'altro, ma è dotato di una tecnica di primo ordine. Mancino difficile da boxare, non è potente ma è uno di quegli atleti che sono in grado di non far figurare bene un avversario.
Ciò si è potuto notare quando conquistò il titolo IBF dei welter ai danni di Michele Piccirillo. Qui si rese autore di una grande prestazione: tempismo, velocità di braccia e accuratezza difensiva contro un avversario che l'aveva sconfitto 11 mesi prima. Spinks, però, ha anche affrontato avversari come Ricardo Mayorga, Zab Judah, Miguel Angel Gonzales e Roman Karmazin. Ha riconquistato il titolo IBF dei superwelter contro il giovane concittadino Deandre Latimore, in un incontro in cui ha dimostrato un gran carattere risalendo da una situazione iniziale piuttosto complicata.
Non è un pugile con il colpo da KO, ma è solito portare a termine le sue vittorie ai punti. Ciò è dimostrato dagli 11 KO in 37 vittorie.